# Мексика на зимних Олимпийских играх 2018
Мексика на зимних Олимпийских играх 2018 года была представлена 4 спортсменами в трёх дисциплинах лыжного спорта.

## Состав сборной
Горнолыжный спорт
1. Родольфо Диксон
2. Сара Шлепер

 Лыжные гонки
1. Херман Мадрасо

 Фристайл
1. Роберт Франко

## Результаты соревнований

### Лыжные виды спорта

#### Горнолыжный спорт
Квалификация спортсменов для участия в Олимпийских играх осуществлялась на основании специального квалификационного рейтинга FIS по состоянию на 21 января 2018 года. При этом НОК для участия в Олимпийских играх мог выбрать только того спортсмена, который вошёл в топ-500 олимпийского рейтинга в своей дисциплине, и при этом имел определённое количество очков, согласно квалификационной таблице. Страны, не имеющие участников в числе 500 сильнейших спортсменов, могли претендовать только на квоты категории «B» в технических дисциплинах. По итогам квалификационного отбора сборная Мексики завоевала женскую олимпийскую лицензию категории «A» и мужскую категории «B».
Мужчины
| Соревнование      | Спортсмены      | Скоростной спуск/ 1 спуск | Скоростной спуск/ 1 спуск | Слалом/ 2 спуск | Слалом/ 2 спуск | Всего   | Место | Отставание |
| Соревнование      | Спортсмены      | Время                     | Место                     | Время           | Место           | Всего   | Место | Отставание |
| ----------------- | --------------- | ------------------------- | ------------------------- | --------------- | --------------- | ------- | ----- | ---------- |
| слалом            | Родольфо Диксон | DNF                       | DNF                       | —               | —               | —       | —     | —          |
| гигантский слалом | Родольфо Диксон | 1:17,02                   | 55                        | 1:16,67         | 47              | 2:33,69 | 48    | +15,65     |

Женщины
| Соревнование      | Спортсмены  | Скоростной спуск/ 1 спуск | Скоростной спуск/ 1 спуск | Слалом/ 2 спуск | Слалом/ 2 спуск | Всего   | Место | Отставание |
| Соревнование      | Спортсмены  | Время                     | Место                     | Время           | Место           | Всего   | Место | Отставание |
| ----------------- | ----------- | ------------------------- | ------------------------- | --------------- | --------------- | ------- | ----- | ---------- |
| супергигант       | Сара Шлепер | не проводится             | не проводится             | не проводится   | не проводится   | 1:27,93 | 41    | +6,82      |
| гигантский слалом | Сара Шлепер | 1:16,80                   | 39                        | DNF             | DNF             | —       | —     | —          |

#### Лыжные гонки
Квалификация спортсменов для участия в Олимпийских играх осуществлялась на основании специального квалификационного рейтинга FIS по состоянию на 21 января 2018 года. Для получения олимпийской лицензии категории «A» спортсменам необходимо было набрать максимум 100 очков в дистанционном рейтинге FIS. При этом каждый НОК может заявить на Игры 1 мужчину и 1 женщины, если они выполнили квалификационный критерий «B», по которому они смогут принять участие в спринте и гонках на 10 км для женщин или 15 км для мужчин. По итогам квалификационного отбора сборная Мексики завоевала одну мужскую олимпийскую лицензию категории «B» в гонке на 15 км, благодаря успешным выступлениям Хермана Мадрасо.
Мужчины
Дистанционные гонки
| Соревнование           | Спортсмены     | Результат | Место | Отставание |
| ---------------------- | -------------- | --------- | ----- | ---------- |
| 15 км свободным стилем | Херман Мадрасо | 59:35,4   | 116   | +25:51,5   |

#### Фристайл
По сравнению с прошлыми Играми изменения произошли в хафпайпе и слоупстайле. Теперь в финалах этих дисциплин фристайлисты стали выполнять по три попытки, при этом итоговое положение спортсменов по-прежнему определяется по результату лучшей из них. Квалификация спортсменов для участия в Олимпийских играх осуществлялась на основании специального квалификационного рейтинга FIS по состоянию на 21 января 2018 года. Для каждой дисциплины были установлены определённые условия, выполнив которые спортсмены могли претендовать на попадание в состав сборной для участия в Олимпийских играх. По итогам квалификационного отбора сборная Мексики завоевала одну олимпийскую лицензию в мужском слоупстайле.
Мужчины
Парк и пайп
| Соревнование | Спортсмен     | Квалификация | Квалификация | Квалификация | Финал             | Итоговое место |
| Соревнование | Спортсмен     | 1 заезд      | 2 заезд      | Место        | Финал             | Итоговое место |
| ------------ | ------------- | ------------ | ------------ | ------------ | ----------------- | -------------- |
| слоупстайл   | Роберт Франко | 21,60        | 36,00        | 27           | не прошёл в финал | 27             |